# Museu d'Història de Barcelona
El Museu d'Història de Barcelona (acrònim MUHBA) és un museu de ciutat que conserva, estudia, documenta, divulga i exposa el patrimoni històric i la història de Barcelona des dels orígens fins al present. Depèn de l'Ajuntament de Barcelona a través de l'Institut de Cultura de Barcelona (ICUB). Agrupa diversos centres patrimonials rellevants per a la història de Barcelona distribuïts pels barris i districtes de la ciutat. Té la seu central a la casa Padellàs, un dels edificis que formen el conjunt monumental de la plaça del Rei, a l'anomenat barri Gòtic. Va ser inaugurat el 14 d'abril de l'any 1943. El seu impulsor i primer director fou l'historiador Agustí Duran i Sanpere.

## Història

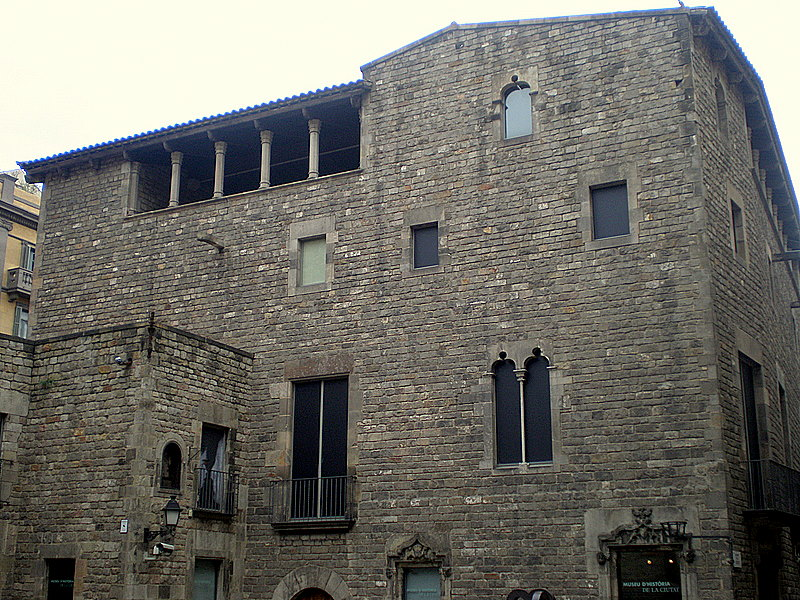
Casa Clariana-Padellàs a la Plaça del Rei

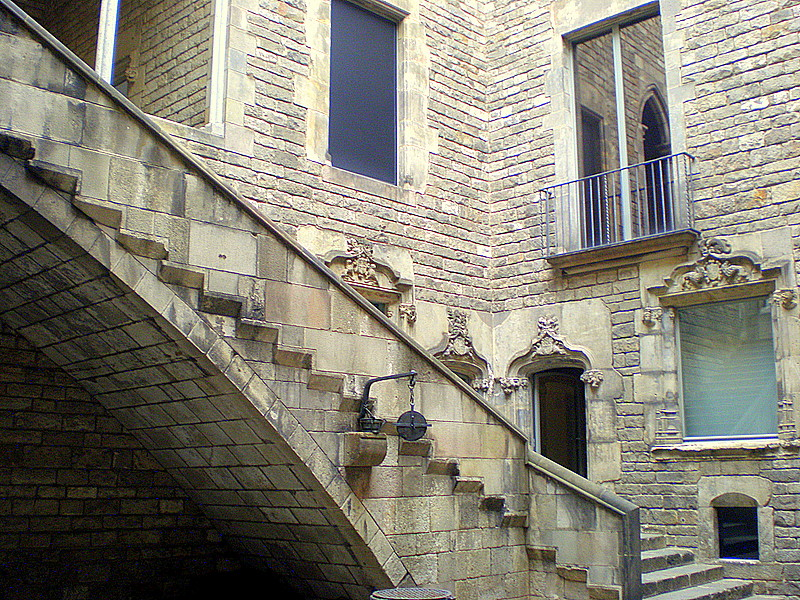
Escales del pati de la Casa Clariana-Padellàs

A partir de l'Exposició Universal de Barcelona (1888) es registren diversos intents institucionals de configurar una exposició permanent i unes col·leccions específiques d'història de Barcelona. Els més rellevants foren la reunió de peces relacionades amb la història de Barcelona que tingué espai propi al Museu d'art i arqueologia ubicat a l'antic arsenal (actual Parlament) de la Ciutadella i l'exposició organitzada per Agustí Duran i Sanpere al Pavelló de Barcelona de l'Exposició Internacional de 1929, que ja no era una mera reunió de peces singulars si no que s'articulava en funció d'un discurs explicatiu sobre la ciutat. Així mateix, des de l'any 1877 la capella de Santa Àgata era plenament destinada a usos museístics com a seu del Museu Provincial d'Antiguitats, que s'hi va mantenir fins al 1932.
Fet determinant per a l'origen del Museu d'Història de Barcelona fou el trasllat, pedra a pedra, de la Casa Padellàs, des del carrer de Mercaders a la plaça del Rei / carrer del Veguer, l'any 1931, a conseqüència de l'obertura de la Via Laietana. Les obres de fonamentació de la casa al seu nou emplaçament a la plaça del Rei / carrer del Veguer (substituint unes cases “sense caràcter” com diu Duran i Sanpere) van permetre descobrir les restes d'una part important de l'antiga Bàrcino i van donar lloc a una ambiciosa intervenció arqueològica a tota la plaça del Rei que va continuar fins a la Guerra Civil de 1936-1939. Aquesta troballa, juntament amb la recuperació del Palau Reial Major arran del desmantellament del museu de Santa Àgata el 1932 i la rehabilitació del Saló del Tinell, (ocupat, fins al 1936, per la comunitat de l'antic convent de Santa Clara de Barcelona) van confirmar la idoneïtat del conjunt monumental de la Plaça del Rei com a emplaçament del projectat museu d'història de Barcelona.
El museu es va inaugurar l'any 1943, després de la Guerra civil espanyola, amb Agustí Duran i Sanpere com a director, que en venia madurant la concepció des d'abans de la guerra. Inicialment, restà integrat en un ens municipal anomenat Institut Municipal d'Història de Barcelona al qual va estar vinculat fins a l'any 1957, data de jubilació de Duran i Sanpere. Pel que fa a la divulgació de la història de la ciutat, una iniciativa de l'Institut Municipal d'Història que aquells anys va tenir un gran ressò ciutadà fou un programa radiofònic setmanal anomenat Barcelona, divulgación histórica (1944-1973).
El nucli fundacional del museu es basava en les col·leccions municipals d'història de Barcelona que s'havien anat formant des del segle xix i comprenia el conjunt monumental de la plaça del Rei (Casa Padellàs, excavacions, Saló del Tinell i Capella de Santa Àgata). Gradualment, va anar incorporant annexos com el temple romà de Barcelona, la via sepulcral romana de la plaça vila de Madrid (descoberta el 1954) o les restes d'una vil·la romana trobades a la plaça Antoni Maura (no visitables). Així mateix, s'integraren al museu la Galeria de Catalans Il·lustres i Vil·la Joana, a Vallvidrera, que l'Ajuntament de Barcelona va acordar convertir en museu dedicat a la memòria de Jacint Verdaguer l'any 1962.
De la mateixa manera que un tret definidor del museu, gairebé des dels orígens, és la integració de diversos centres patrimonials, també caracteritza el MUHBA la seva directa implicació amb l'activitat arqueològica i la investigació sobre aquest camp. El Servei d'Arqueologia de Barcelona hi ha estat directament vinculat en diverses etapes.
A part de les excavacions a la plaça del Rei i en altres indrets de la ciutat, les intervencions arqueològiques dutes a terme pel museu a la muralla romana van permetre trobar i aportar a les seves col·leccions testimonis significatius de la ciutat romana, com també l'excavació al subsol de la catedral, que va comportar el descobriment del baptisteri paleocristià (1968).
La construcció d'una coberta de formigó per a les restes arqueològiques de la plaça del Rei (1961) i la connexió entre aquestes i la Casa Padellàs (1962) van significar la plena integració del subsòl arqueològic al discurs del museu.
Duran i Sanpere constatava que la inauguració del museu, l'any 1943, es va fer amb “molta precipitació”. Es pot considerar que el projecte museístic no assolí la maduresa fins a començaments dels anys seixanta del segle xx. Fou el 1962 quan es va publicar la primera guia del museu (reeditada el 1969).
Segons aquesta guia els principals pols d'atracció del Museu eren, aleshores:
- El subsol arqueològic i les restes de la Bàrcino romana i de l'antiguitat tardana
- La visita a les dues grans peces arquitectòniques del Palau Reial Major: la capella de Santa Àgata amb el retaule del Conestable de Jaume Huguet i el saló del Tinell
- L'exposició permanent ubicada a la Casa Padellàs amb sales dedicades a l'antic règim municipal, als gremis i confraries barcelonines, la indústria de les indianes, la processó del Corpus i la imatgeria popular i festiva de la ciutat, la Barcelona vuitcentista i la reforma urbana i l'obertura de la Via Laietana.
- Els diversos centres patrimonials que hi estaven vinculats (el temple d'August, la necròpolis de la plaça Vil·la de Madrid, etc.)

L'any 1960 s'inicià la publicació de la revista Cuadernos de Arqueología e Historia de la Ciudad que reflectia l'activitat arqueològica i investigadora duta a terme pel Museu, aquesta darrera canalitzada pel seminari d'arqueologia i història de la ciutat. Dos anys més tard es començava a publicar la revista, Miscellanea Barcinonensia (1962-1978), autodefinida com a revista d'investigació i alta cultura, que formalment era una publicació de l'Ajuntament però que també s'elaborava al Museu i que reflectia amb detall la vida cultural oficial d'aquells temps.
Amb l'arribada dels ajuntaments democràtics (1979), enmig d'un debat molt ampli sobre la renovació dels museus de Barcelona i de tot Catalunya en el qual va tenir una participació molt activa l'aleshores director del Museu, Frederic-Pau Verrié, es feia evident la necessitat d'una posada al dia de les instal·lacions del vell Museu d'Història de la Ciutat i el seu replantejament conceptual. A aquests anhels van respondre diversos projectes i fets com la incorporació de l'edifici del costat de la Casa Padellàs (amb entrada per la Baixada de la Llibreteria) destinat a serveis administratius i una nova adequació museogràfica del subsòl arqueològic culminada el 1998. Aquesta renovació de la museografia es recolzava en el nou coneixement generat arran de les últimes recerques sobre la Barcelona antiga i alt medieval, recollides al llibre De Barcino a Barcinona (2001). L'any 2006 es va obrir al públic l'exposició permanent dedicada a la Barcelona medieval, ubicada a la sala de les voltes, sota el Tinell.
A finals dels anys vuitanta del segle XX les sales d'exposició permanent de la Casa Padellàs dedicades a la Barcelona medieval i moderna havien quedat completament obsoletes. Després de la seva remodelació, a partir de 1996 han acollit nombroses exposicions temporals dedicades principalment a la revisió d'aspectes de la història de Barcelona, iniciades amb l'exposició Barcelona en temps dels Àustries (1996) que mostrava una part significativa dels fons del museu d'època moderna.
Organitzativament, el museu passà a dependre de l'Institut de Cultura de Barcelona arran de la creació d'aquest organisme que agrupa totes les funcions municipals en matèria de cultura (1996).
Durant les últimes dècades s'ha adoptat la denominació Museu d'Història de Barcelona, acrònim MUHBA (a partir de 2007). El museu ha reforçat el seu interès envers la Barcelona contemporània i ha crescut en xarxa amb la posada en funcionament del Centre de Conservació i Restauració que inclou l'Arxiu Arqueològic (2006) i la renovació o incorporació de nous centres patrimonials distribuïts pels barris i districtes de Barcelona, com ara: el Monestir de Pedralbes (vinculat al MUHBA entre 1999 i 2012), la Casa del Guarda del Parc Güell (2002). el Refugi 307 (2003), Convent de Santa Caterina (2007), MUHBA El Call (2008), Domus de Sant Honorat (2010), Turó de la Rovira (2011), Casa de l'Aigua (2011), Oliva Artés (2015) i Vil·la Joana (2016).

## Centres
El Museu compta amb diversos centres, que permeten explicar la història de Barcelona en els entorns que n'han estat protagonistes.
- Plaça del Rei. El conjunt monumental de la plaça del Rei és el nucli fundacional del MUHBA des que es va crear l’any 1943. La visita al subsòl del museu permet passejar pels carrers de la Barcelona romana, observar la muralla de l’època, entrar en una tintoreriadel segle ii, veure els vestigis de la primera comunitat cristiana de la ciutat, etc. El conjunt es completa amb importants edificis medievals, com ara el Palau Reial Major amb el Saló del Tinell, la capella de Santa Àgata o el palau gòtic conegut com a Casa Padellàs.[14]
- Temple d'August de Barcelona. Va ser un temple romà dedicat al culte imperial a August que era la part central del fòrum, al cim del mont Tàber. Va ser enderrocat pel pas del temps i a finals del segle xix se’n van trobar tres columnes a les obres de construcció de la seu del Centre Excursionista de Catalunya. Una quarta columna es trobava exposada a la plaça del Rei de la Ciutat Comtal i va ser incorporada al conjunt que ara es pot visitar.[15]
- Via sepulcral de la plaça de la Vila de Madrid. Va ser una zona funerària es va utilitzar entre els segles I i III de la nostra era. Al costat de l’àrea arqueològica trobem el Centre d’Interpretació, on es poden veure els objectes trobats al jaciment i on s’explica l’organització del territori de Barcino, la centuriació, les vies, els camins i també el complex món funerari romà.[16]
- La Porta de Mar i les Termes Portuàries. Fora de la ciutat, a cada costat de la porta d’entrada a la colònia, es van construir dos conjunts termals portuaris. Al costat hi havia segurament un magatzem soterrani de grans dimensions (horreum). El gran pòrtic que donava pas a aquest complex extramurs servia també per monumentalitzar l'entrada a Barcino per la Porta de Mar, la més important de les quatre que tenia la ciutat.[17]
- Domus romana i sitges medievals de Sant Honorat. En aquest espai es conserven les restes d’una gran domus romana i de diversos locals comercials del segle IV. Del segle xiii-XIV se’n conserven sis sitges per emmagatzemar tota mena de productes.[18]
- Domus Avinyó. Casa romana ubicada al costat de la muralla de Barcino, en l'antic suburbium de la ciutat, i datada entre els segles I i IV dC. Aquest espai, redescobert l'any 2004, destaca pel conjunt de pintures de sostre i paret, recentment recuperades i restaurades.[19]
- El Call. Es tracta d’un edifici d’origen medieval on es conserven restes originals dels segles xiii i xiv i que en l'actualitat serveix com a Centre d'Interpretació que procura explicar la història de la ciutat de Barcelona des de la perspectiva de la comunitat jueva que hi habitava.[20]
- Santa Caterina. Situat dins de l’actual mercat de Santa Caterina, aplega algunes restes del convent del mateix nom.[21]
- Vil·la Joana. Vil·la Joana és un memorial i alhora una casa de i per a la literatura, on es posa de relleu i reivindica el valor de la paraula literària a partir de la figura de Verdaguer. L'escriptor esdevé l'eix vertebrador a partir del qual es presenta la història de Barcelona com una ciutat estretament connectada amb l'escriptura.[22]
- Parc Güell. En aquest petit espai, concebut inicialment com un habitatge modest, s’hi mostra l’exposició Güell, Gaudí i Barcelona, l'expressió d'un ideal urbà. En primer lloc es presenten els aspectes tècnics i constructius de la casa i la relació amb altres habitatges de Gaudí; seguidament s'aborda la fructífera relació entre Eusebi Güell i Gaudí, així com les característiques del primitiu projecte d’urbanització residencial privada, reconvertit en parc municipal el 1926; finalment, estudia la inserció del Park Güell a la Barcelona del modernisme, relacionant-los amb la voluntat de representació i d’ambició de capitalitat de les elits barcelonines de l'època.[23]
- Turó de la Rovira. La seva rehabilitació l'any 2014 ha convertit el Turó en un nou espai patrimonial que combina l’itinerari arqueològic i la museografia a l’aire lliure i en recinte tancat. Forma part de l’anomenada balconada de Barcelona, un punt estratègic des d’on es pot explicar l'evolució urbana de la ciutat, i s'endinsa en qüestions com la seva relació amb la Defensa Activa durant la Guerra Civil o els tipus de ciutat informal.[24]
- Refugi 307.[25]
- Casa de l'Aigua. Construïda per la companyia pública municipal Aigües de Montcada entre 1915 i 1919, és un conjunt patrimonial de la història del proveïment de la ciutat i dels projectes per intentar establir i consolidar un sistema públic d’abastiment d’aigua al segle xx. Actualment, el seu ús com a museu s’amalgama amb altres usos socials i culturals als dos extrems de la galeria que connecta l'estació elevadora de la Trinitat Vella amb el dipòsit de la Trinitat Nova.[26]
- Oliva Artés. Aquesta antiga fàbrica taller, construïda l’any 1920 i que es dedicava a la producció i reparació de maquinària, és actualment un espai que ha estat concebut com a museu laboratori i participatiu sobre la història, el llegat i el patrimoni de la ciutat contemporània.[27]
- Fabra i Coats. Carrer Sant Adrià, 20 (Sant Andreu).[28]
- Centre de Col·leccions del MUHBA: Zona Franca (Sants-Montjuïc)
- Centre de Recerca i Debat: Plaça del Rei s/n (Ciutat Vella)
- Els retrats de personalitats catalanes que componen la Galeria de Catalans Il·lustres exposada a la Reial Acadèmia de Bones Lletres, també pertanyen a les col·leccions del MUHBA

## Activitats
Més enllà de les exposicions permanents i temporals que manté obertes al públic i de la conservació, recerca i difusió al voltant del seu patrimoni moble i immoble, el MUHBA desplega les seves activitats mitjançant molts altres formats.
El Centre de Recerca i Debat CRED manté una programació regular de diàlegs d'història urbana i organitza col·loquis, jornades, conferències, etc. sobre aspectes de la història de la ciutat. Així mateix, s'organitzen itineraris, visites i activitats sobre el terreny i s'ofereix a les escoles un ampli ventall d'activitats per als diversos nivells educatius.
A nivell d'ensenyament superior el MUHBA col·labora amb diversos màsters i postgraus de les universitats de Barcelona.
La recerca sobre nous patrimonis s'estén amb activitats relacionades amb l'àmbit musical, l'alimentari, el patrimoni oral i els patrimonis literaris.
Les publicacions del MUHBA inclouen diverses col·leccions de llibres, les guies d'història urbana en format de butxaca i publicacions periòdiques com la revista Quarhis, Quaderns d'Arqueologia i Història de la Ciutat de Barcelona (des de 2005) continuadora dels antics Cuadernos de Arqueología e Historia de la Ciudad (1960-1980).
El MUHBA compta amb una biblioteca de consulta pública especialitzada en arqueologia i història de Barcelona que té el seu catàleg accessible en línia.
El museu lidera una xarxa europea de museus de ciutats, que celebra regularment reunions de treball (des de 2010).
L'Associació d'Amics i Amigues del MUHBA li dona suport en moltes de les seves activitats.

## Col·leccions
El Museu conserva una important quantitat d'objectes vinculats a la vida municipal, a les festes, desfilades i tradicions de la ciutat de Barcelona, els seus gremis i manufactures, etc. Una altra part importat de les col·leccions del MUHBA és constituïda pels materials procedents d'intervencions arqueològiques, testimonis de la vida material de la ciutat des dels seus orígens.
Algunes peces i sèries destacades de les col·leccions del Museu d'Història de Barcelona són:
- Relleu de pedra de Montjuïc amb la representació d'una mènade (segle i)[37][38]
- Bust femení de marbre, atribuït a Agripina Menor (segle i)[39][40]
- Llanda d'una roda de carro d'època ibèrica procedent de les sitges del port de Montjuïc (segles IV-III aC)[41]
- Fragment d'un mil·liari de la Via Augusta trobat a Hostafrancs (segle iii)[42]
- Placa epigràfica de marbre amb el nom complet de l'antiga colònia romana de Bàrcino (110-130)[43][44]
- Bust masculí de marbre pentinat segons el model d'Antoní Pius (segle II)[45]
- Vas corinti de ceràmica decorat amb una escena de batalla (segles II-III)[46]
- Tauler del joc de “cinc en ratlla” gravat en una llosa de pedra (segles I-V)[47]
- Genet. Fragment d'una pintura mural d'una domus de Bàrcino que devia representar una escena de cacera (segle iv)[48]
- Làpida sepulcral de mosaic amb la representació del Crismó, trobada a les excavacions de la plaça Antoni Maura (segle v)[49]
- Anell-segell de bronze en forma de cavall (segle v)[50]
- Estatueta de bronze de datació incerta coneguda com la Venus de Barcelona
- Làpida commemorativa de la fundació de l'hospital jueu del Call de Barcelona, fundació pia de Samuel ha-Sardí (segle xiii)[51]
- Pintures murals de la conquesta de Mallorca, descobertes el 1944 i presentades al Saló del Tinell. Formaven part de la decoració del Palau Reial Major (cap a 1300)[52]
- Pintures murals que representen una desfilada de cavallers, procedents d'una casa del carrer de Basea (finals del segle xiii-començaments del xiv)[53]
- Morter de bronze obra de Bernat Vidal feta per encàrrec del conseller Antoni Llonch (1464)[54]
- Sant Sebastià, sant Cristòfol, sant Jordi i sant Benet (o sant Macari). Taules que componen el bancal del Retaule del Conestable, de Jaume Huguet (1465)
- Maquinària del Rellotge dels flamencs o gran rellotge de Barcelona, encarregat pel Consell de Cent als rellotgers flamencs Simó Nicolau i Climent Ossen (1576)
- Part central de l'antiga Bandera de Santa Eulàlia, símbol major de la ciutat (finals del segle XVI-començaments del segle XVII)
- Figura eqüestre de sant Julià, patró del gremi de mercers i botiguers. Talla de fusta policromada (segle XVII)[55]
- Bustos reliquier de sant Abdó i sant Senén, patrons del gremi d'hortolans. Escultures de fusta policromada (segle xviii)
- Reliquier de sant Fabià i sant Sebastià, de la capella de la Casa de la Ciutat de Barcelona, obra de l'argenter Felip Ros (1611)[56]
- Àngel que coronava l'obelisc de la plaça del Blat o de l'Àngel, obra de Felip Ros (1618)
- Cap de la imatge de santa Eulàlia que coronava l'obelisc de la plaça del Pedró, obra de Lluís Bonifaç (1686)[57]
- Brasers del Saló de Cent de la Casa de la Ciutat de Barcelona, obra de Pere Cerdanya (1675)[58]
- Apoteosi heràldica de Barcelona. L'escut de Barcelona unit al senyal reial i envoltat dels escuts dels diversos territoris de la Corona d'Aragó (1681)
- Retrat de Miquel Grimosacs, conseller en cap de Barcelona l'any 1689.[59]
- Antics pesos i mesures oficials de la ciutat de Barcelona[60]
- Col·lecció de rajoles dels oficis
- El Born i el Bornet, pintures anònimes de cap a 1775
- Retrat de Santiago Miguel de Guzmán Dávalos Spinola, Marquès de la Mina, obra de Manuel Tramulles (1760-1766)[61]
- Bust de Pere Virgili portant els plànols del col·legi de cirurgia de Barcelona, atribut a Ramon Amadeu (cap a 1775-1800)
- Bandera o penó del gremi de serrallers i ferrers, brodada per Anton Costa (1782)
- Autoretrat del pintor Joseph Flaugier (cap a 1810)[62]
- Escut de Barcelona (anvers) i escut del Marquès de Campo Sagrado (revers). Peça escultòrica que coronava l'antiga font de la plaça de sant Pere (cap a 1826)
- La Patuleia, pintura d'Antoni Ferran i Satayol (també atribuïda a Josep Arrau) que representa el motí popular de 1835 (1835-1845)
- Canelobre de tretze braços fos amb el metall de les bombes que van caure damunt del Palau de la Virreina durant el bombardeig d'Espartero. Disseny de Josep Devesa. Fos per Valentí Esparó i Giralt per encàrrec de Josep Carreras (1843)
- Parella de secreters decorats amb marqueteria al·lusiva a la guerra del francès i la guerra d'Àfrica, obra de Josep Antoni Cabanyeres (1866)
- El Pla de la Boqueria, pintura d'Achille Battistuzzi (cap a 1870)
- Bomba tipus Orsini (cap a 1893)
- Representació de la processó de Corpus feta amb 127 figures de plom, obra de Josep Lleonart (cap a 1898)
- Col·lecció de mostres de paviment hidràulic procedents de cases enderrocades al Raval de Barcelona
- Col·lecció de material didàctic i escolar procedent de les escoles de l'Ajuntament de Barcelona
- Rètol de la parada 435-436 del mercat de Sant Antoni, dissenyada per Eduard Maria Balcells i Buigas. Obra guardonada amb el premi extraordinari al concurs d'edificis i establiments comercials de l'any 1909 convocat per l'Ajuntament de Barcelona
- Placa commemorativa del premi atorgat per la Societat Econòmica Barcelonesa d'Amics del País a les filatures Fabra i Coats (1915). Obra de l'escultor Josep Llimona fosa per R. Staccioli.
- Espanya victoriosa o “la Victòria”, obra de Frederic Marès que el règim franquista va col·locar al peu de l'obelisc de Passeig de Gràcia/Diagonal (1941)
- Col·lecció de maquetes de les obres promogudes per HOLSA (Holding Olímpic SA) amb motiu dels Jocs Olímpics de Barcelona de 1992

A part de la col·lecció d'història de Barcelona, l'Arxiu Arqueològic del MUHBA és el dipositari de tot el material procedent de les intervencions arqueològiques que es realitzen a Barcelona.
Així mateix, el MUHBA té cura de la Galeria de Catalans Il·lustres, de les col·leccions verdaguerianes de Vil·la Joana, i de les peces cedides per l'Associació d'amics de la Fabra i Coats relacionades amb la història d'aquesta fàbrica de Sant Andreu.

## Exposicions temporals celebrades a la Casa Padellàs
Des del 1996, la Casa Padellàs i altres espais que en depenen han acollit nombroses exposicions temporals del MUHBA, dedicades principalment a la revisió d'aspectes de la història de Barcelona.

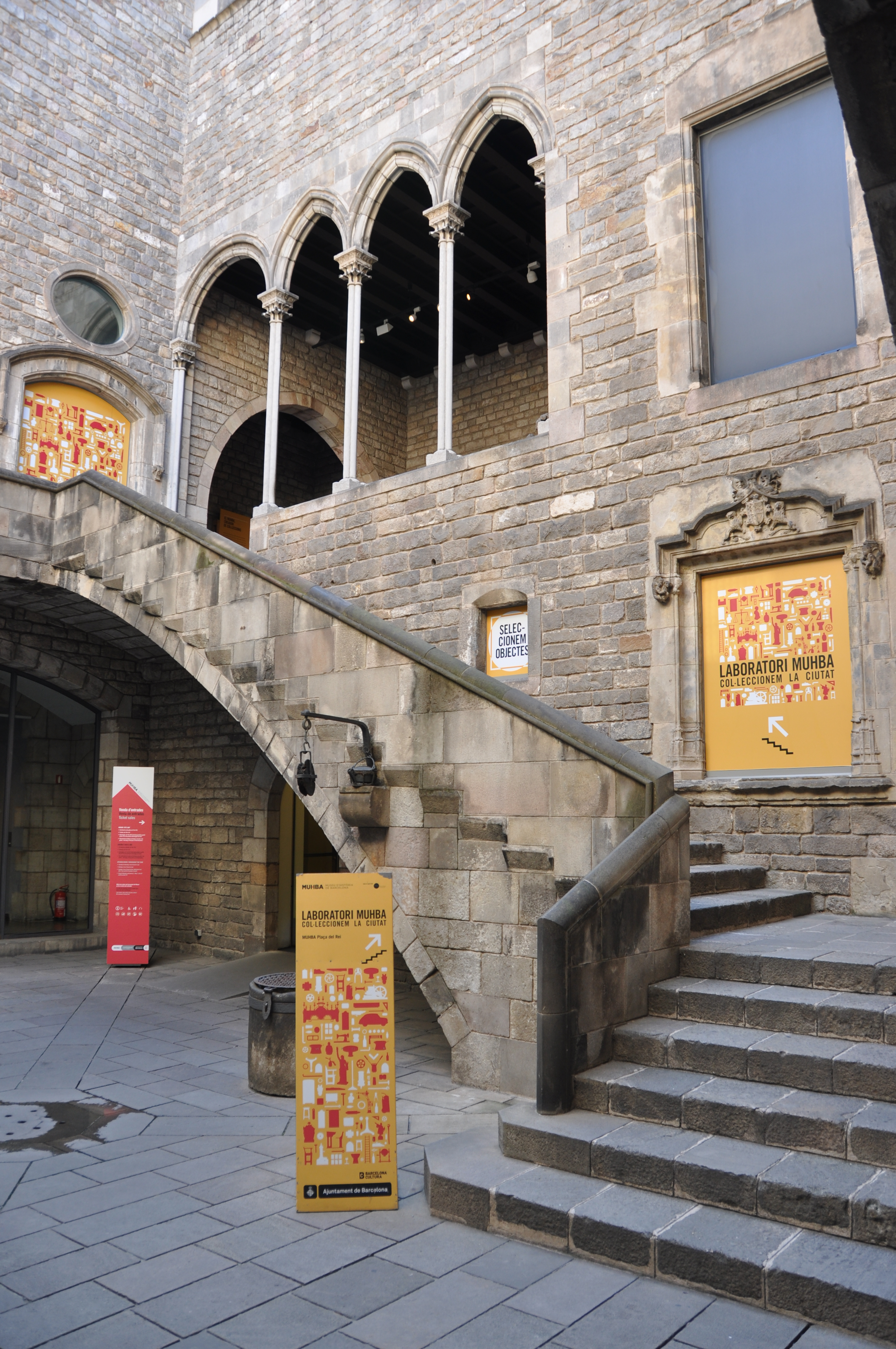
El pati durant l'exposició Laboratori MUHBA

- Barcelona en temps dels Àustries. La vida a la ciutat en el Renaixement i el Barroc. 1492-1714. Del 22/03/1996 al 19/04/1998
- 1939. Barcelona Any Zero. Història gràfica de l'ocupació de la ciutat Del 22/04/1998 al 30/11/1999
- Despert entre adormits. Joan Maragall i la fi de segle a Barcelona Del 04/12/1998 al 14/02/1999
- La construcció de la gran Barcelona. L'obertura de la Via Laietana 1908-1958 Del 18/05/2001 al 30/09/2001
- Verdaguer I Gaudí. Tradició i modernitat a la Barcelona del canvi de segle, 1878-1912 Del 08/03/2002 al 09/06/2002
- Cent anys d'escola a Barcelona. Acció Municipal i popular (1900-2003) Del 17/12/2003 al 22/02/2004
- La condició humana. El somni d'una ombra Del 10/05/2004 al 26/09/2004
- ABAJO LAS MURALLAS!!! 150 anys de l'enderroc de les muralles de Barcelona Del 19/11/2004 al 31/10/2005
- Barcelona i la Fotografia Del 18/11/2005 al 19/03/2006
- GATPAC.1928-1939. Una arquitectura nova per a una nova ciutat Del 19/05/2006 al 18/10/2006
- La primavera republicana. Barcelona, 1931-1939 Del 10/11/2006 al 20/05/2007
- Juan Negrín (1892-1956). Barcelona, capital de la República Del 21/07/2007 al 04/11/2007
- Barraques. La ciutat informal. Del 18/07/2009 al 26/04/2009
- Barcelona i els Jocs Florals, 1859. Modernització i romanticisme Arxivat 2013-06-28 at Archive.is Del 9/11/2009 al 01/01/2010
- Ja tenim 600! La represa sense democràcia. Barcelona 1947-1973 Arxivat 2013-06-28 at Archive.is Del 19/11/2010 al 26/06/2011
- Laboratori MUHBA. Col·leccionem la ciutat. Del 7/11/2011 fins a l'any 2014
- Primers pagesos BCN. La gran innovació fa 7.500 anys. Arxivat 2-5-2016 a Wayback Machine. Del 29/04/2016 al 13/11/2016

## Directors del museu
Llista de directors del museu des de la seva creació:
- Agustí Duran i Sanpere (1943-1957)
- Frederic Udina i Martorell (1957-1970)
- Frederic-Pau Verrié i Faget (1970-1972)
- Frederic Udina i Martorell (1972-1973)
- Josep Maria Garrut i Romà (1973-1980)
- Frederic-Pau Verrié i Faget (1980-1985)
- Anna Maria Adroer i Tasis (1985-1987)
- Joan-Ferran Cabestany i Fort (1987-1989)
- Josep-Oriol Granados i Garcia (1989-1993)
- Antoni Nicolau i Martí (1993-2007)
- Joan Roca i Albert (2007-2024)
- Carles García Hermosilla (2024-)[63]

## Galeria d'imatges

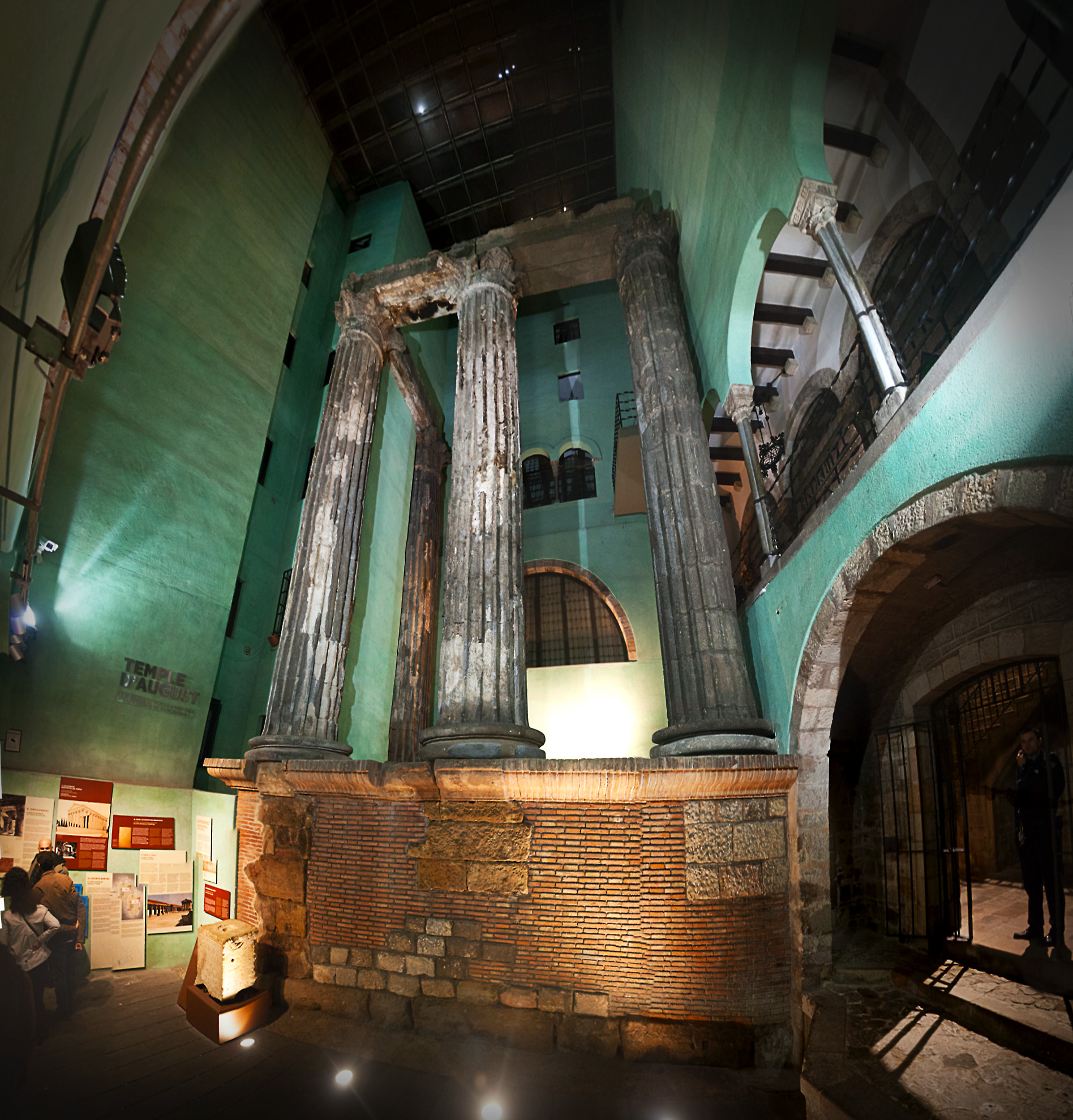
Temple d'August de Barcelona
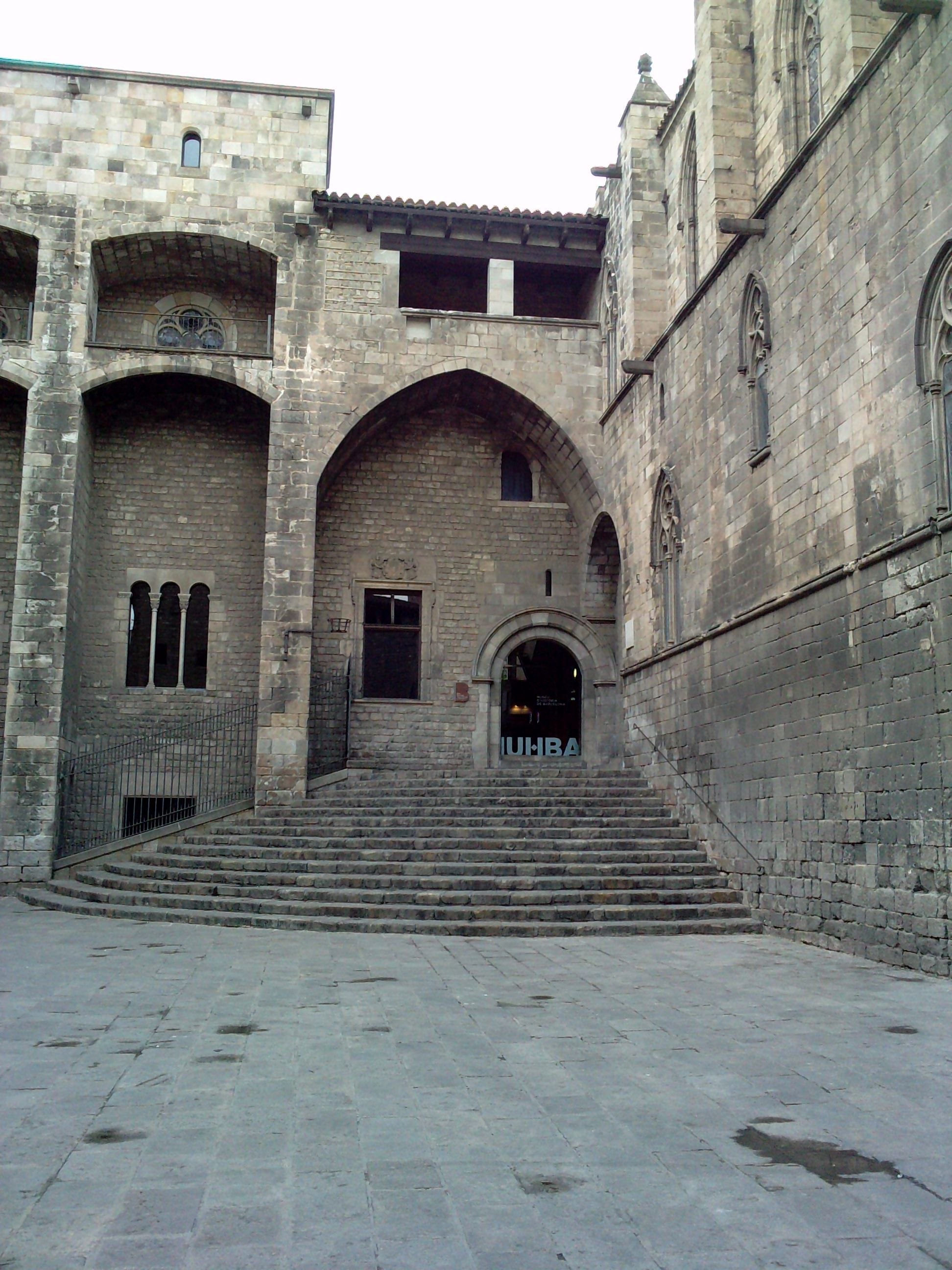
Plaça del Rei
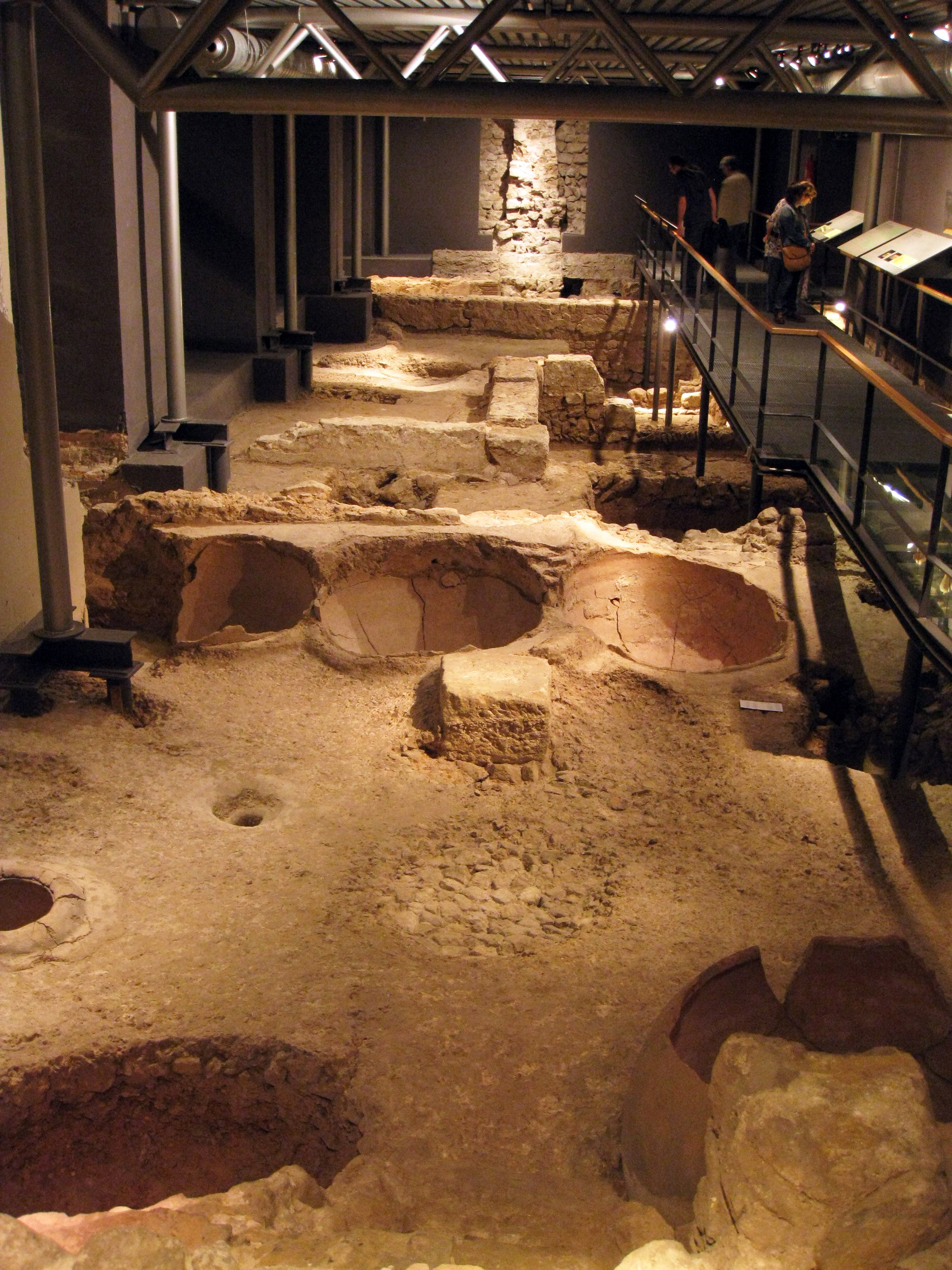
MUHBA Subsol arqueològic del conjunt monumental de la Plaça del Rei
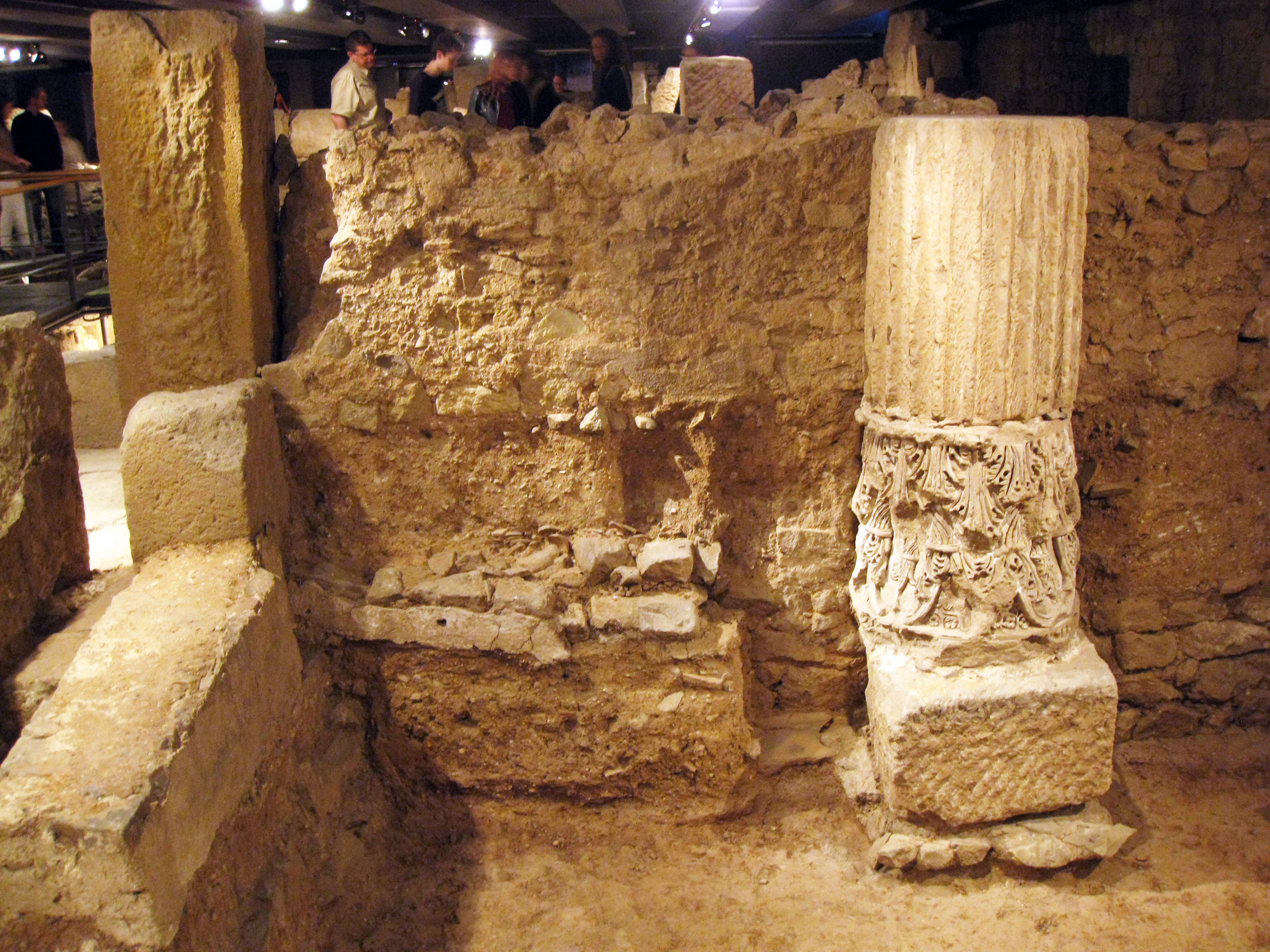
MUHBA Subsol arqueològic del conjunt monumental de la Plaça del Rei
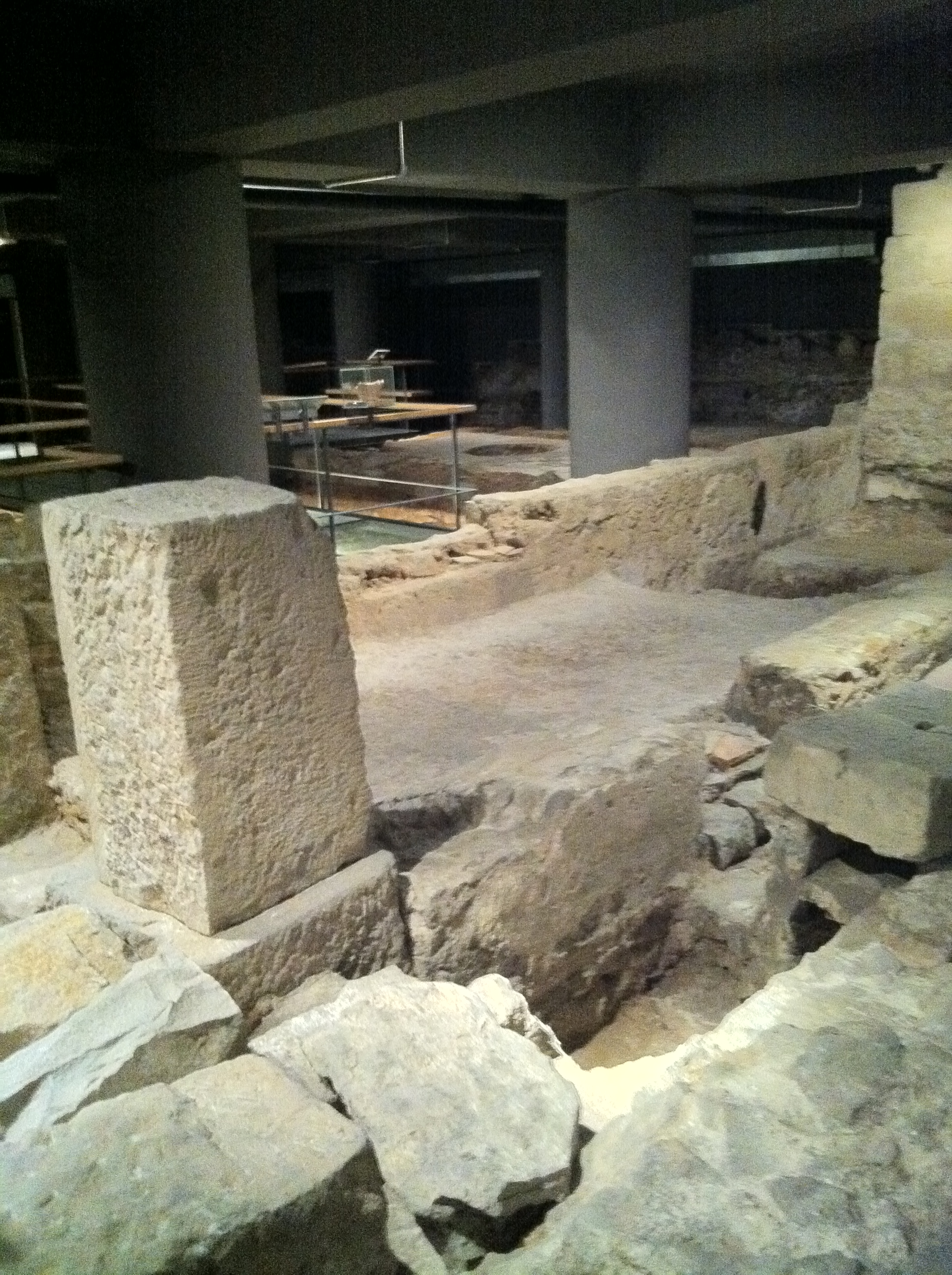
MUHBA Subsol arqueològic del conjunt monumental de la Plaça del Rei
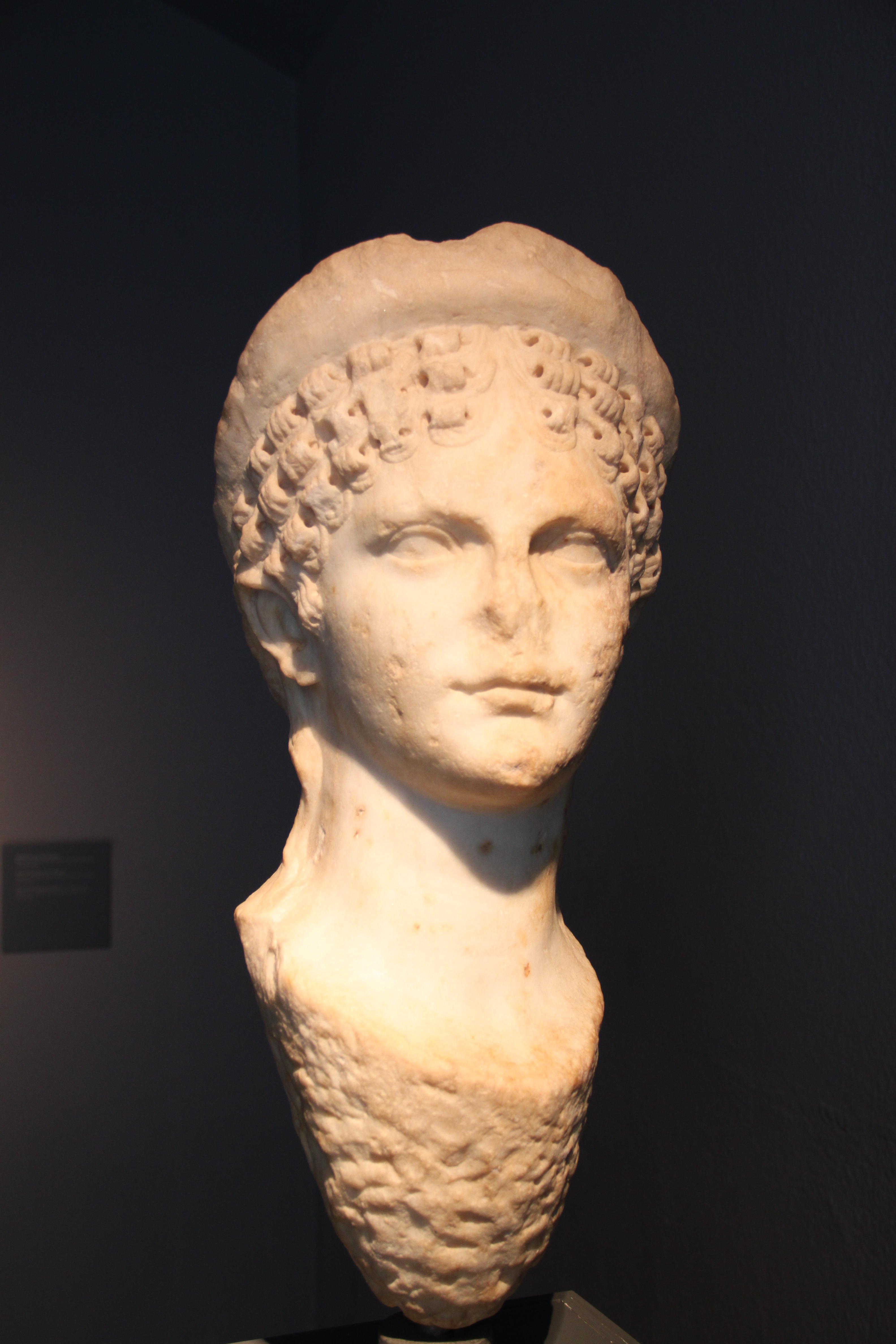
Bust femení de marbre, atribuït a Agripina Menor (segle i)
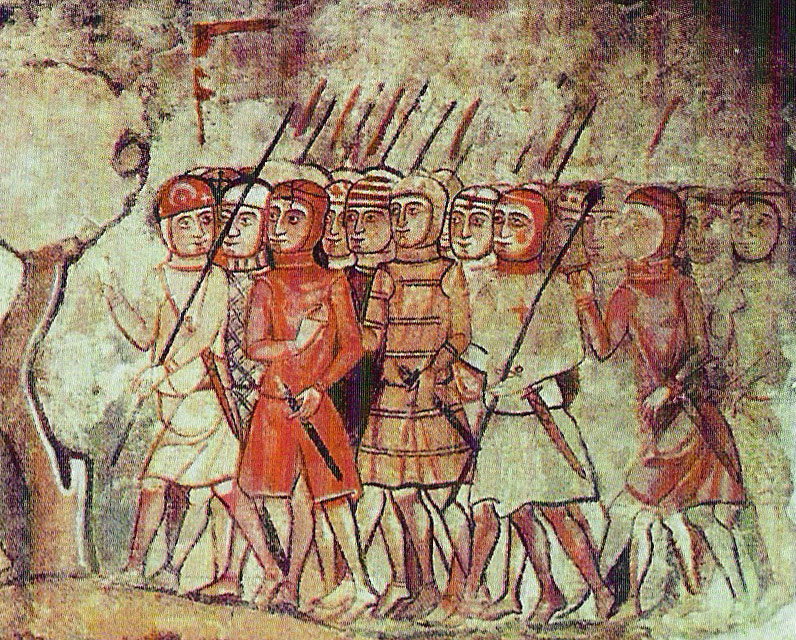
Pintures murals gòtiques que representen la conquesta de Mallorca, presentades al Saló del Tinell.
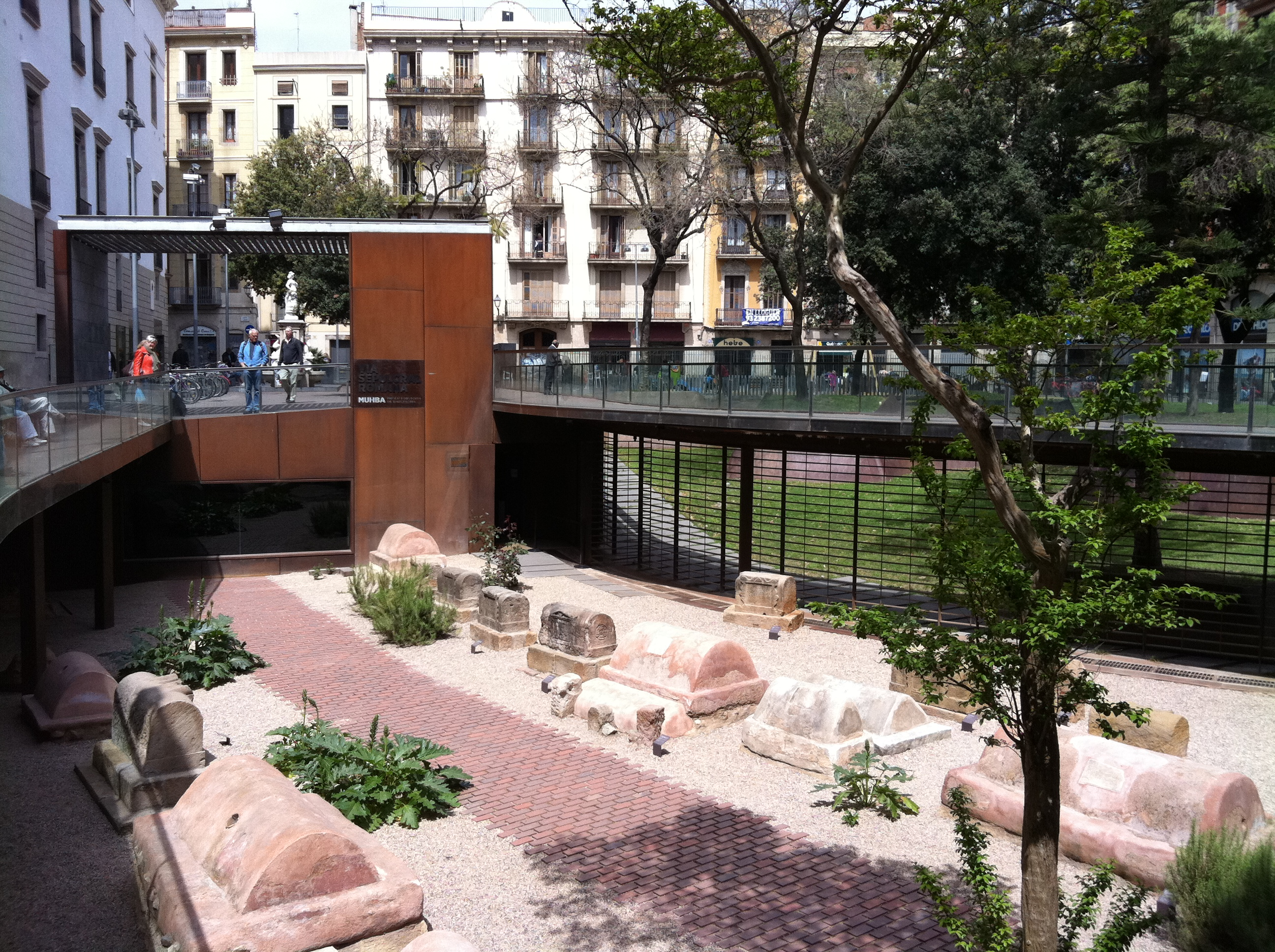
MUHBA Via sepulcral romana a la plaça Vila de Madrid
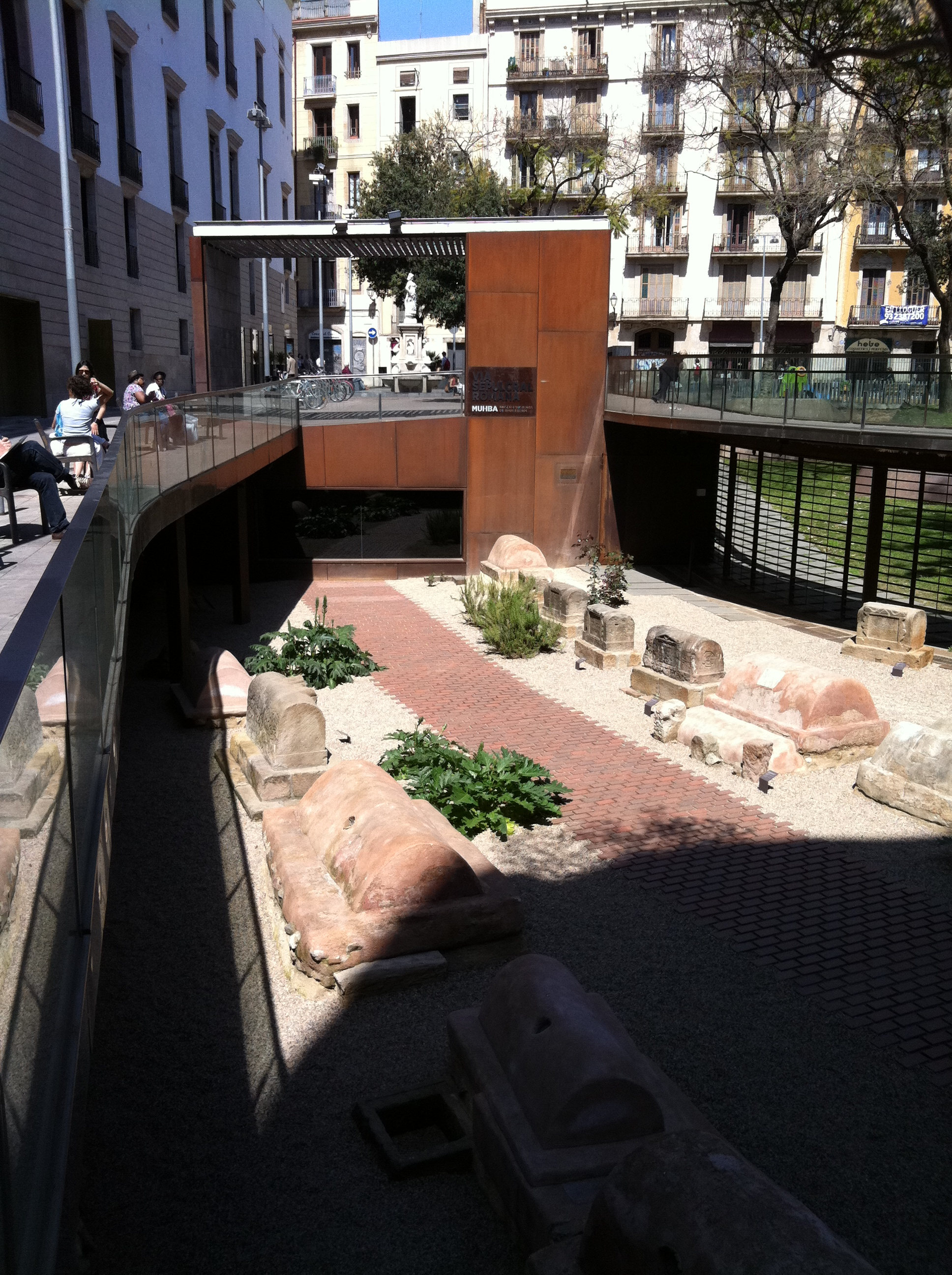
MUHBA Via sepulcral romana a la plaça Vila de Madrid
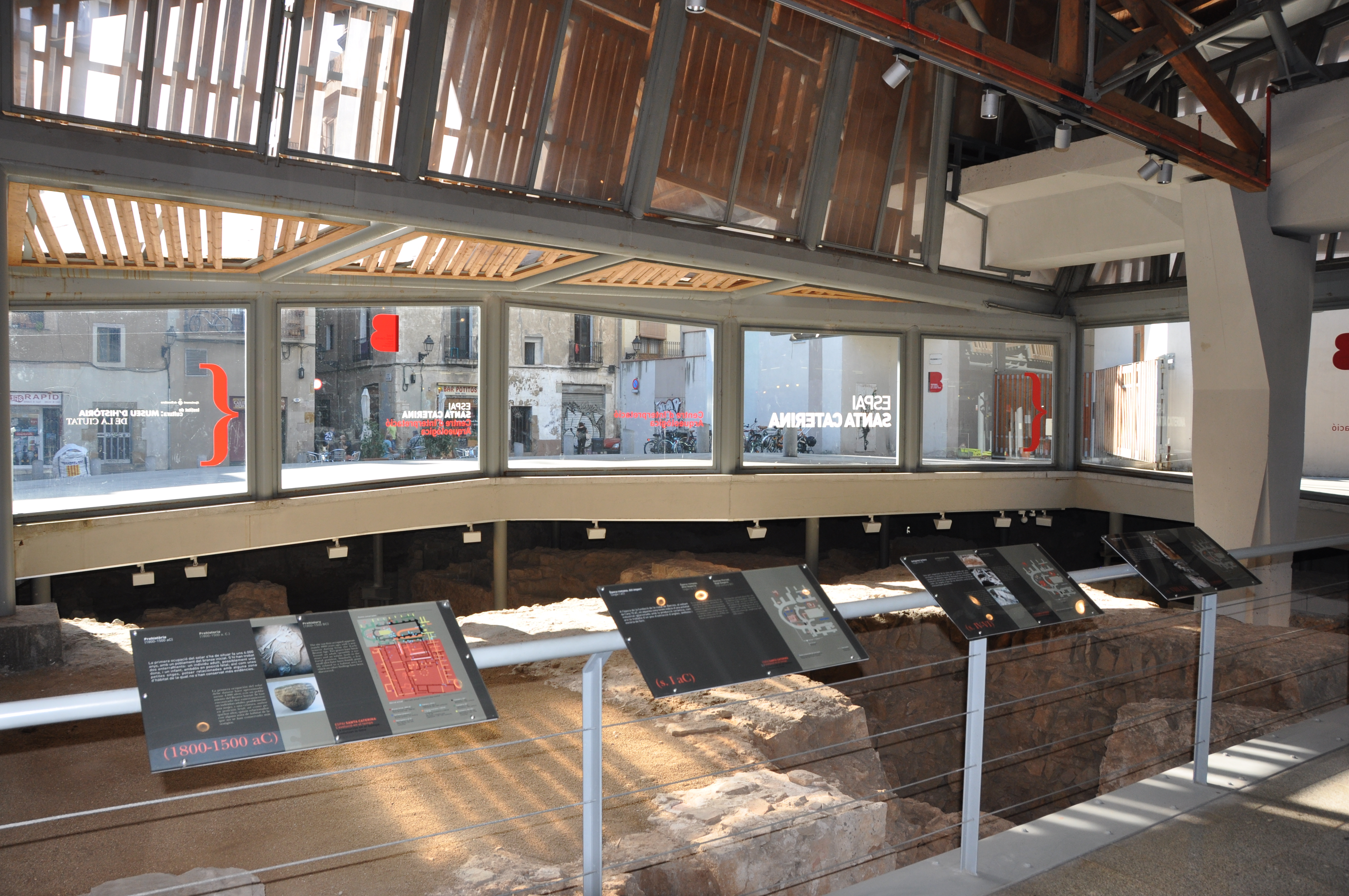
MUHBA Santa Caterina
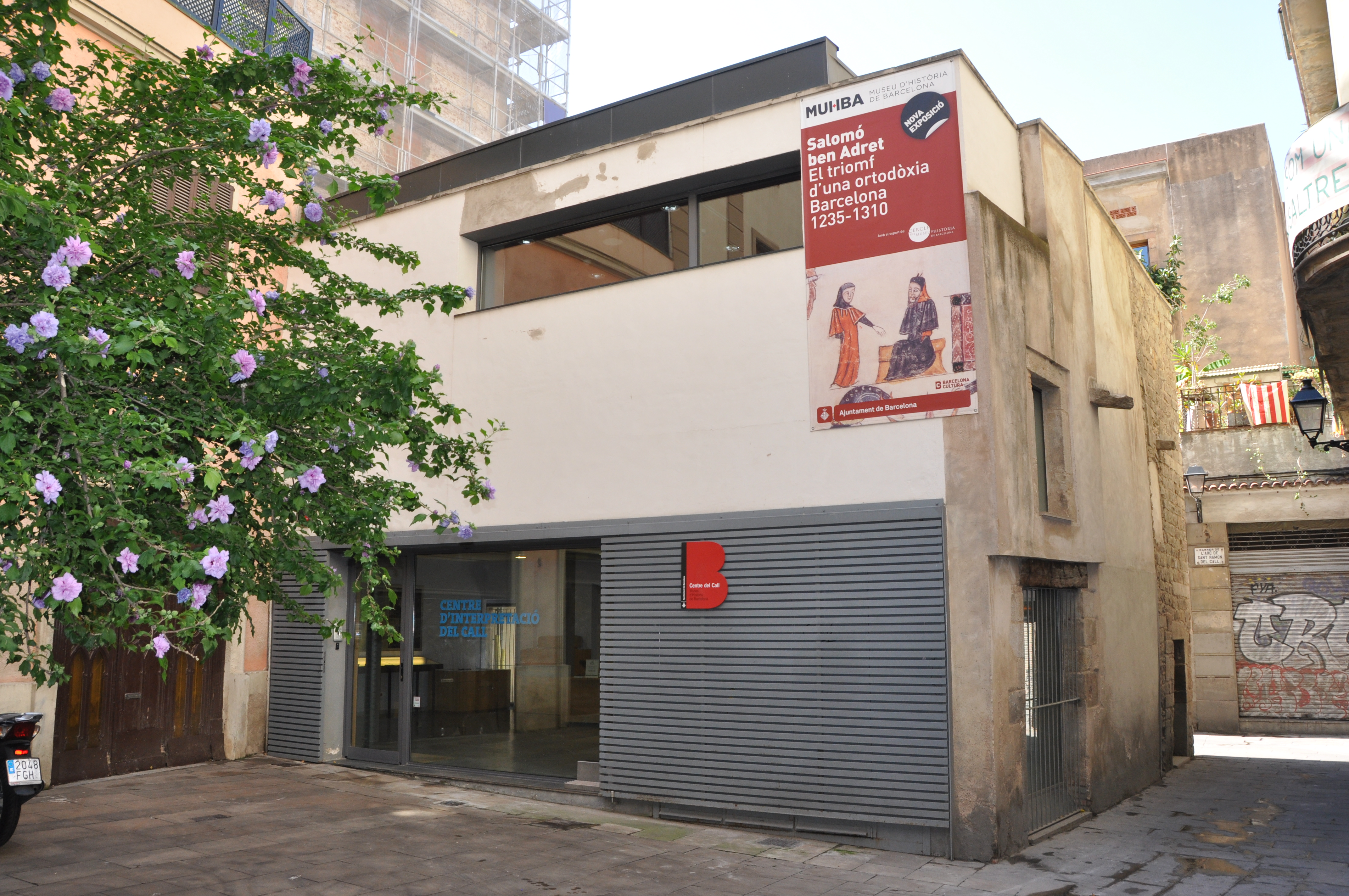
MUHBA Centre d'interpretació del Call
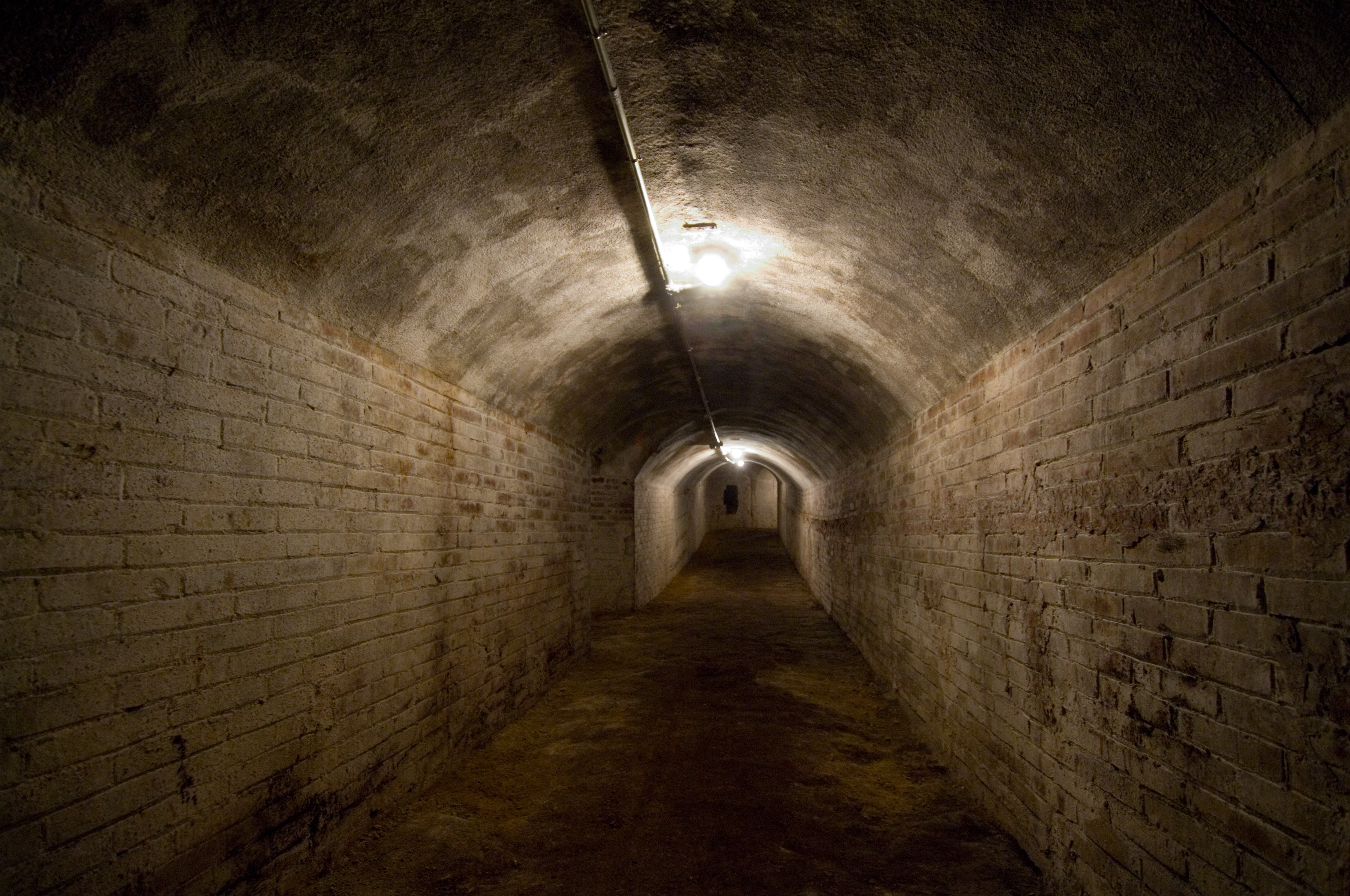
Refugi 307
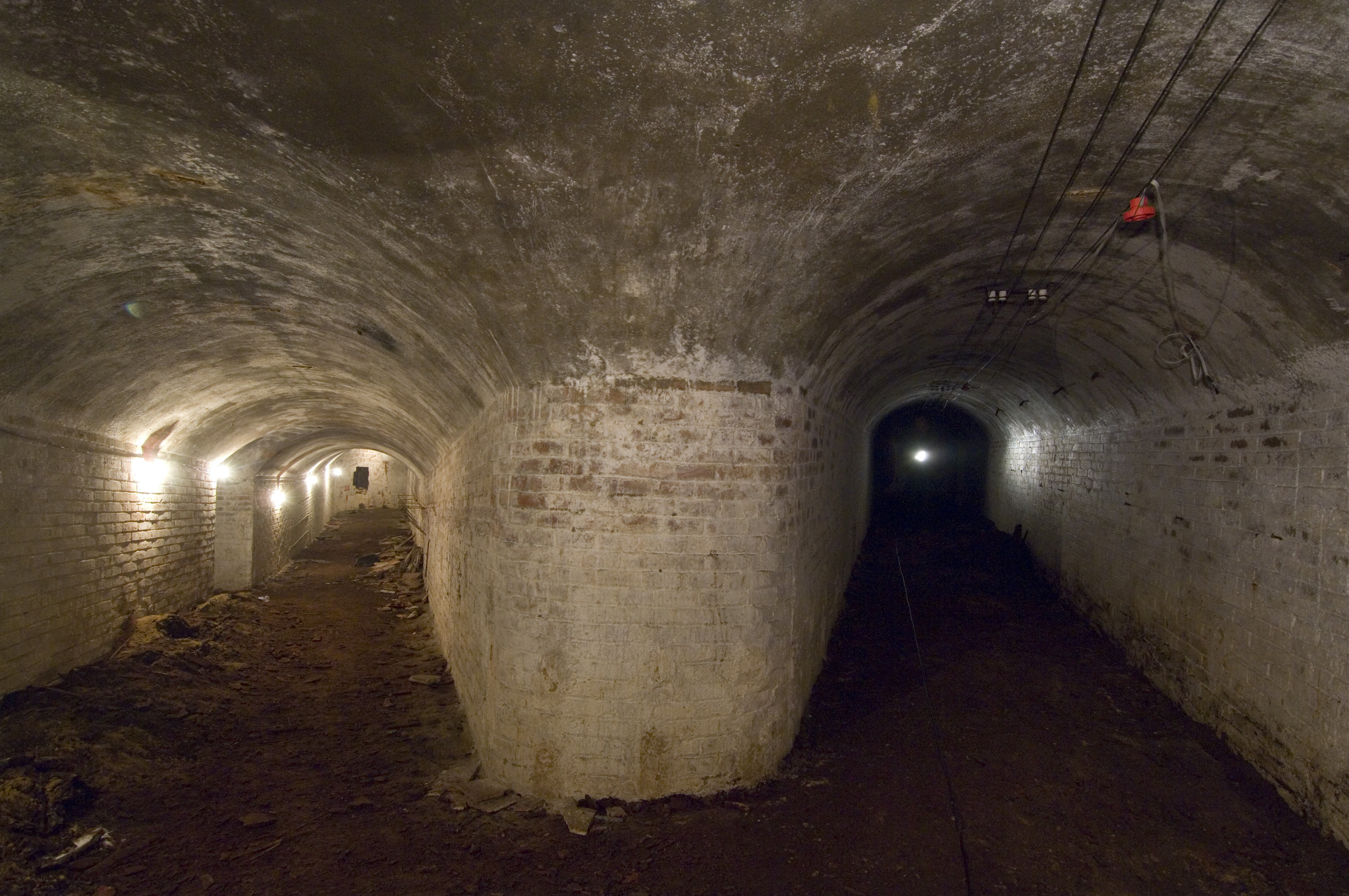
Refugi 307
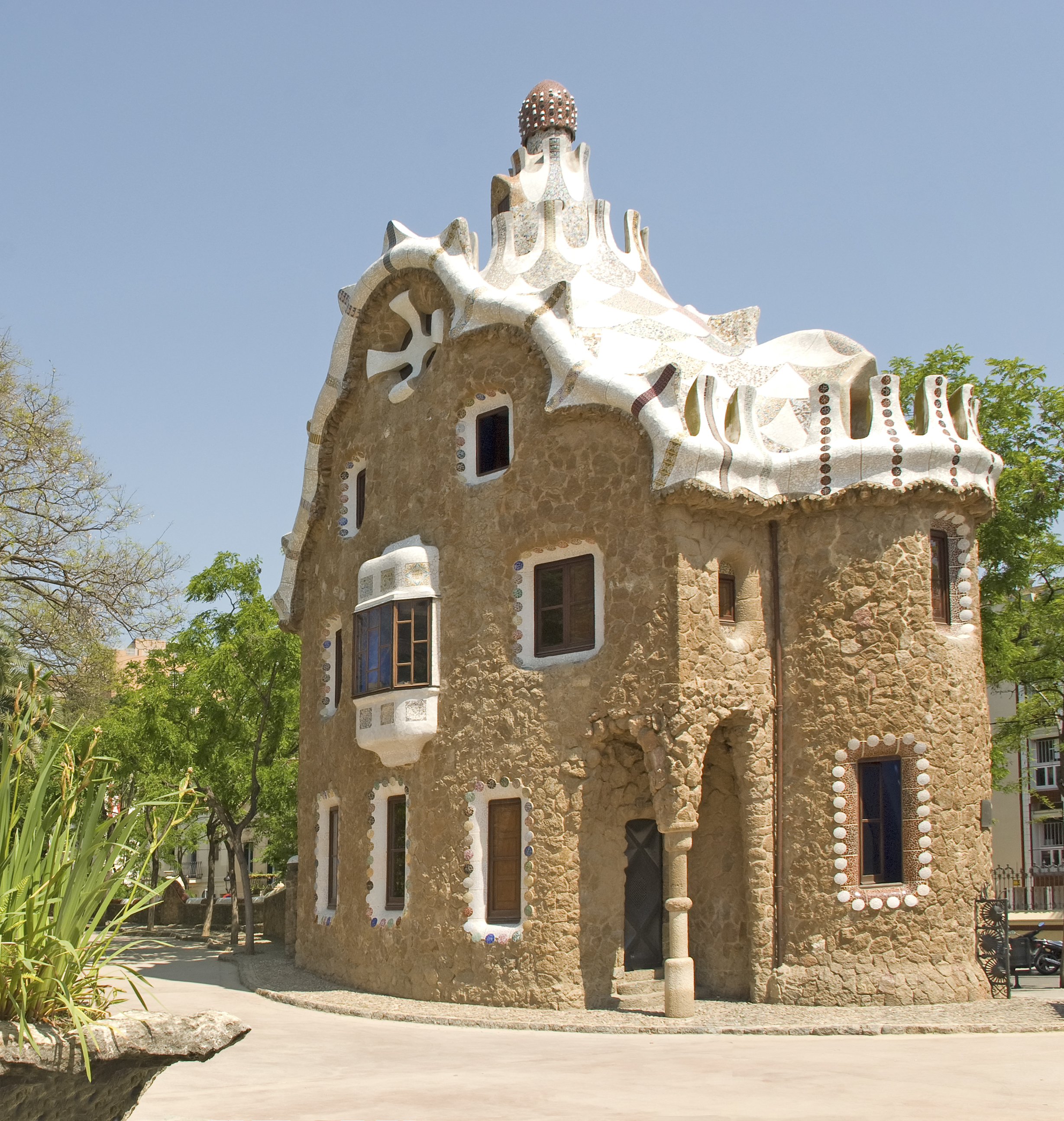
Casa del Guarda del Parc Güell
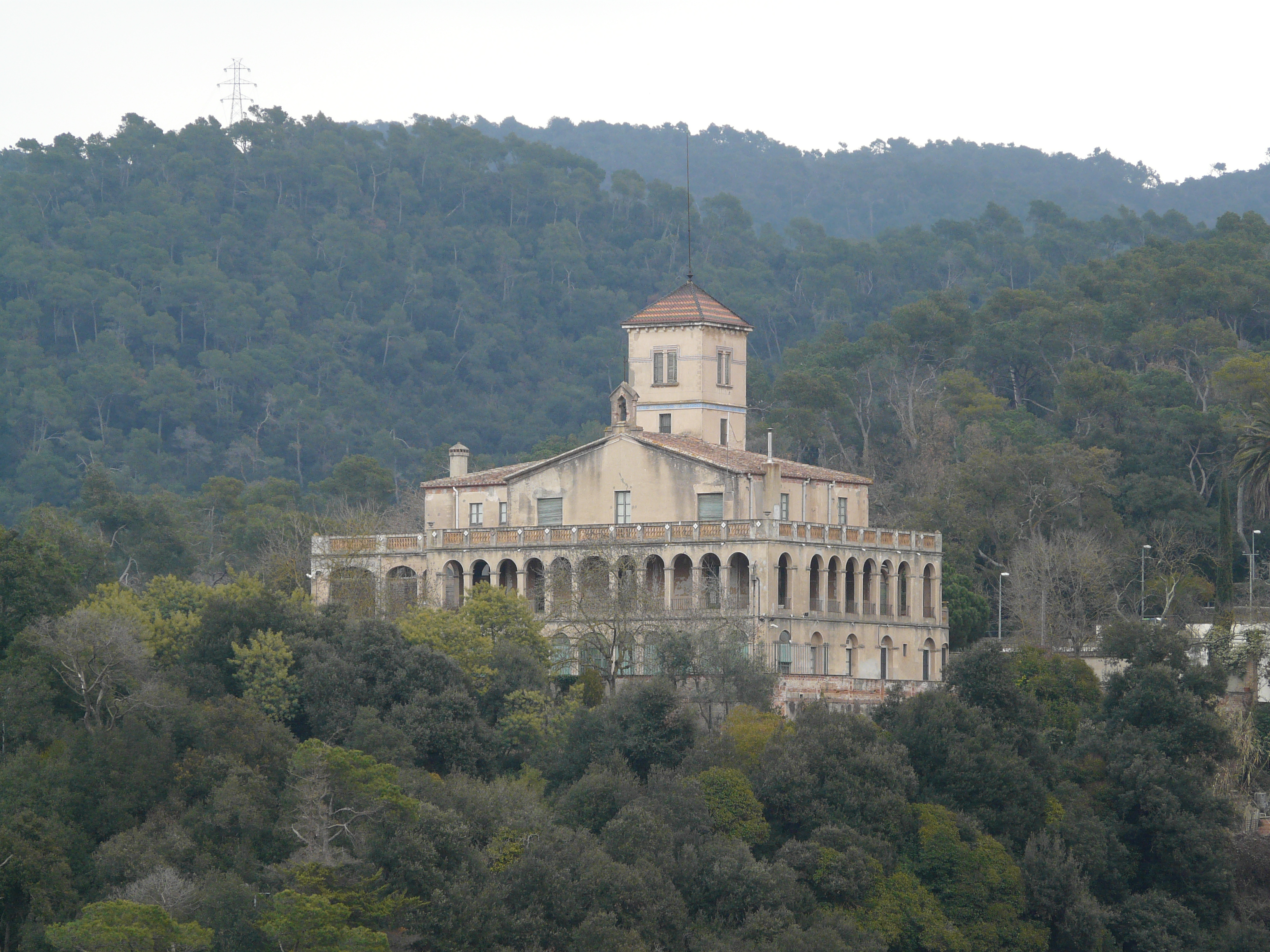
Vil·la Joana
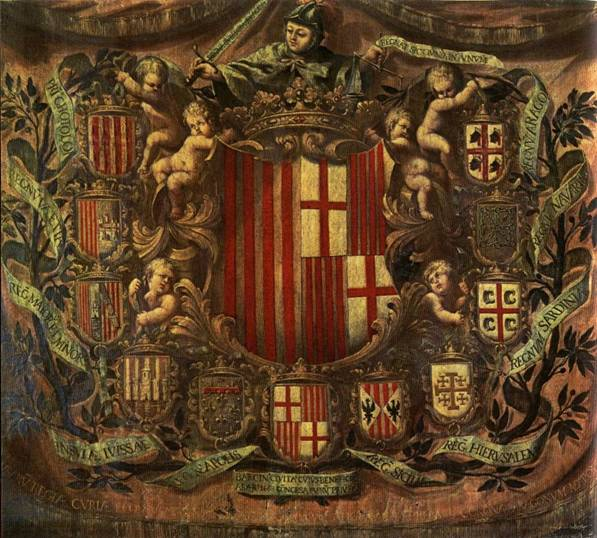
Apoteosi heràldica de Barcelona (1681)
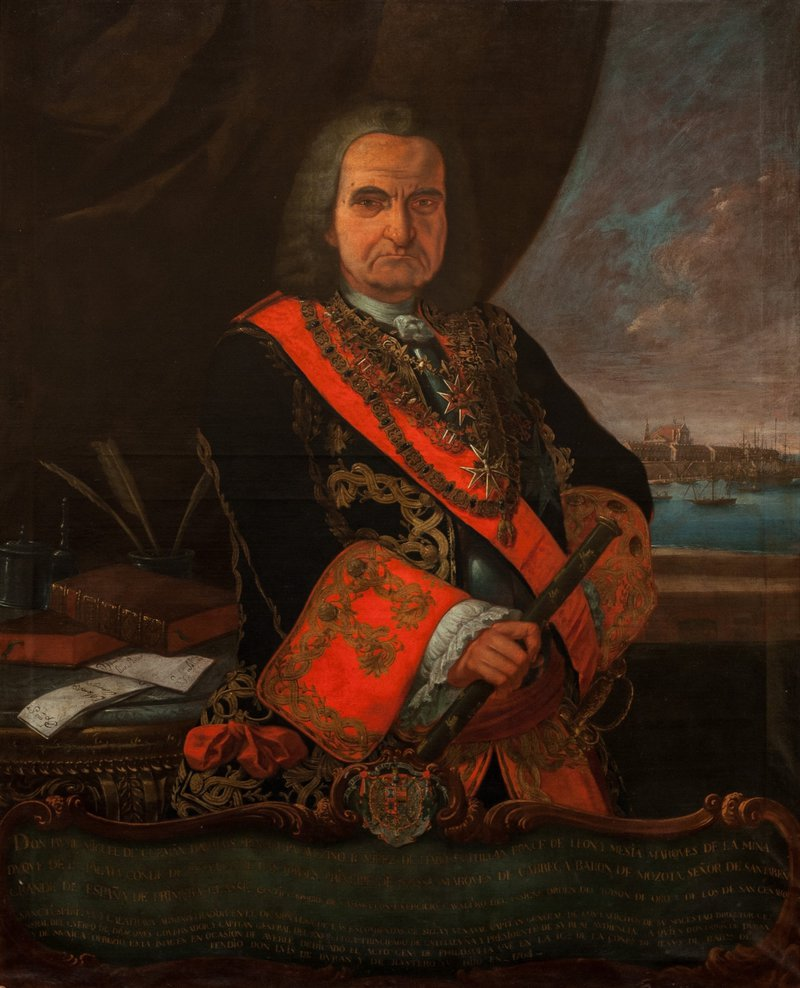
Retrat de Santiago Miguel de Guzmán Dávalos Spinola, marquès de la Mina, obra de Manuel Tramulles (1760-1766)
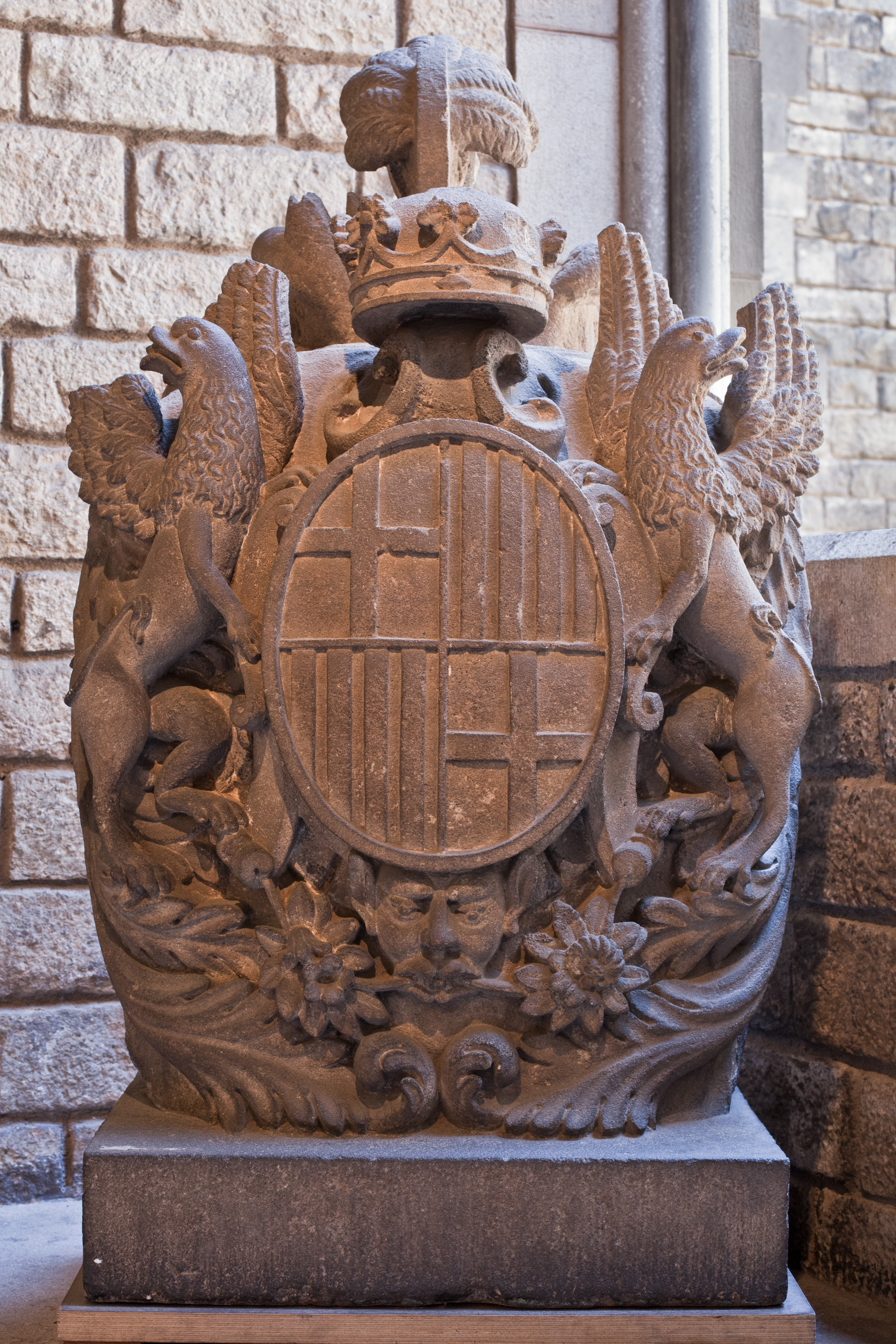
Escut de Barcelona. Anvers de la peça escultòrica que coronava l'antiga font de la plaça de Sant Pere (cap a 1826)
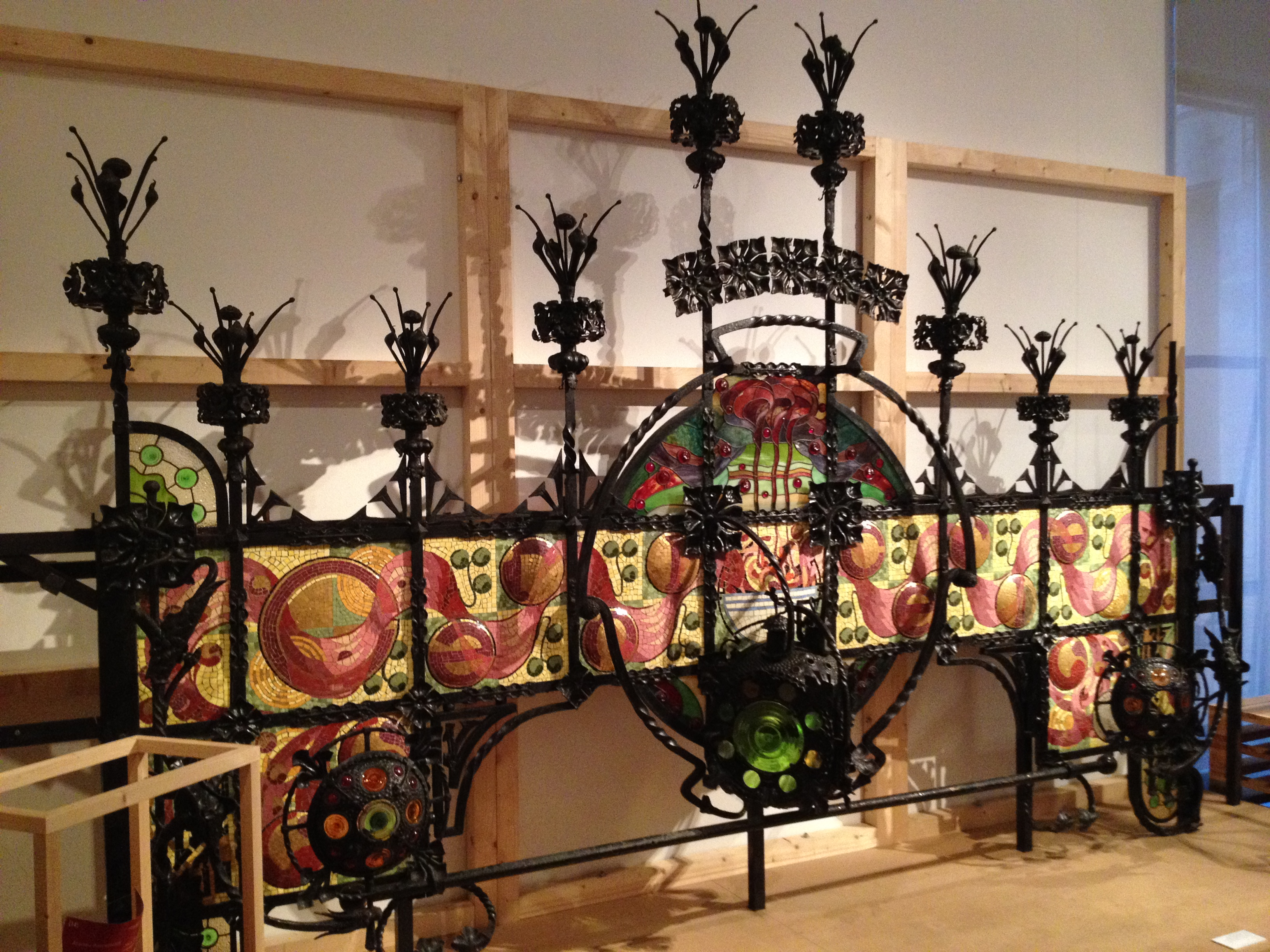
Rètol de la parada 435-436 del mercat de Sant Antoni, dissenyada per Eduard Maria Balcells i Buigas.
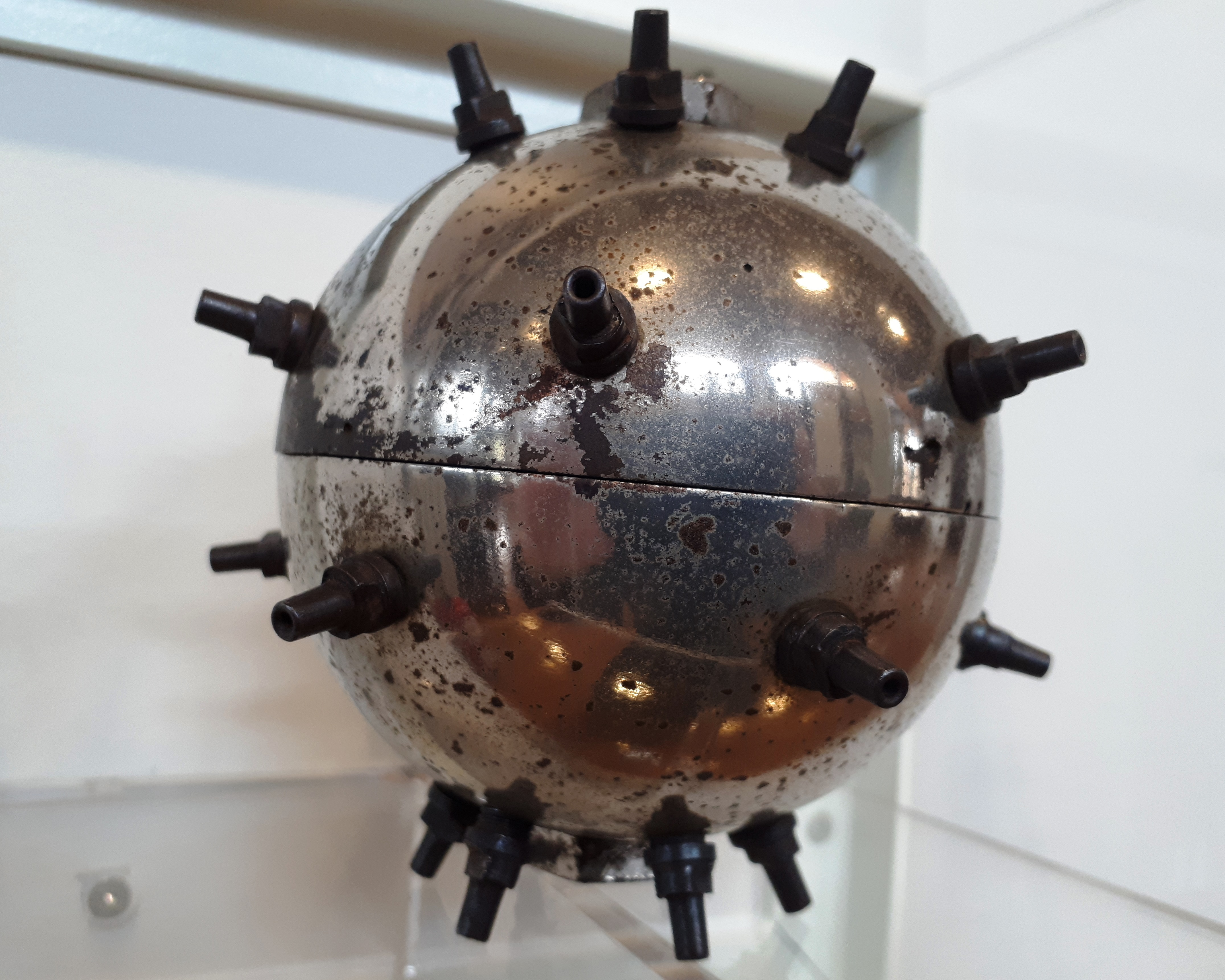
Bomba tipus Orsini
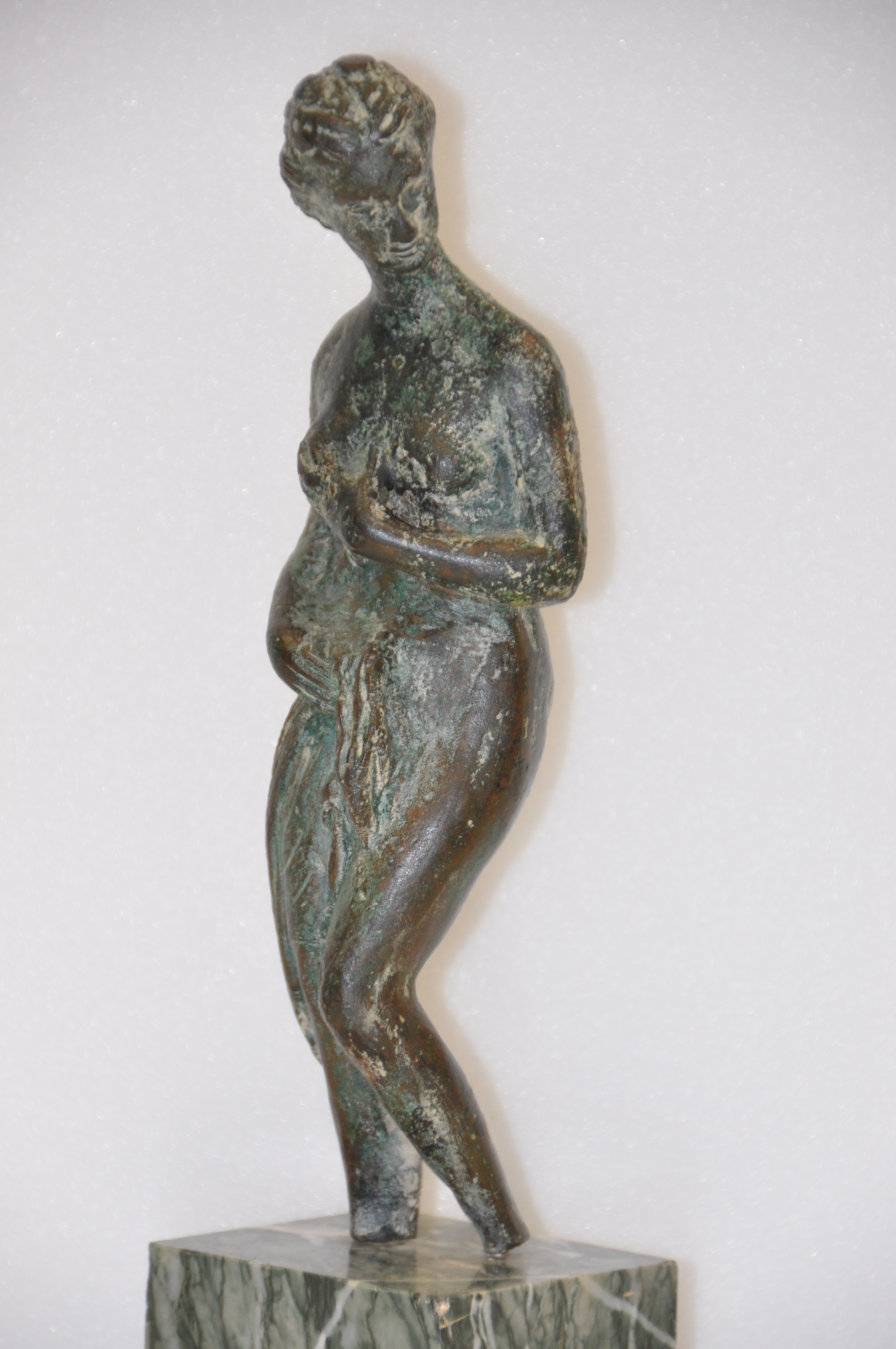
Venus de Barcelona